# Kurgan di Esik
Il Kurgan di Esik è un tumulo funerario nel Kazakistan sud-orientale, nei pressi della città di Esik.

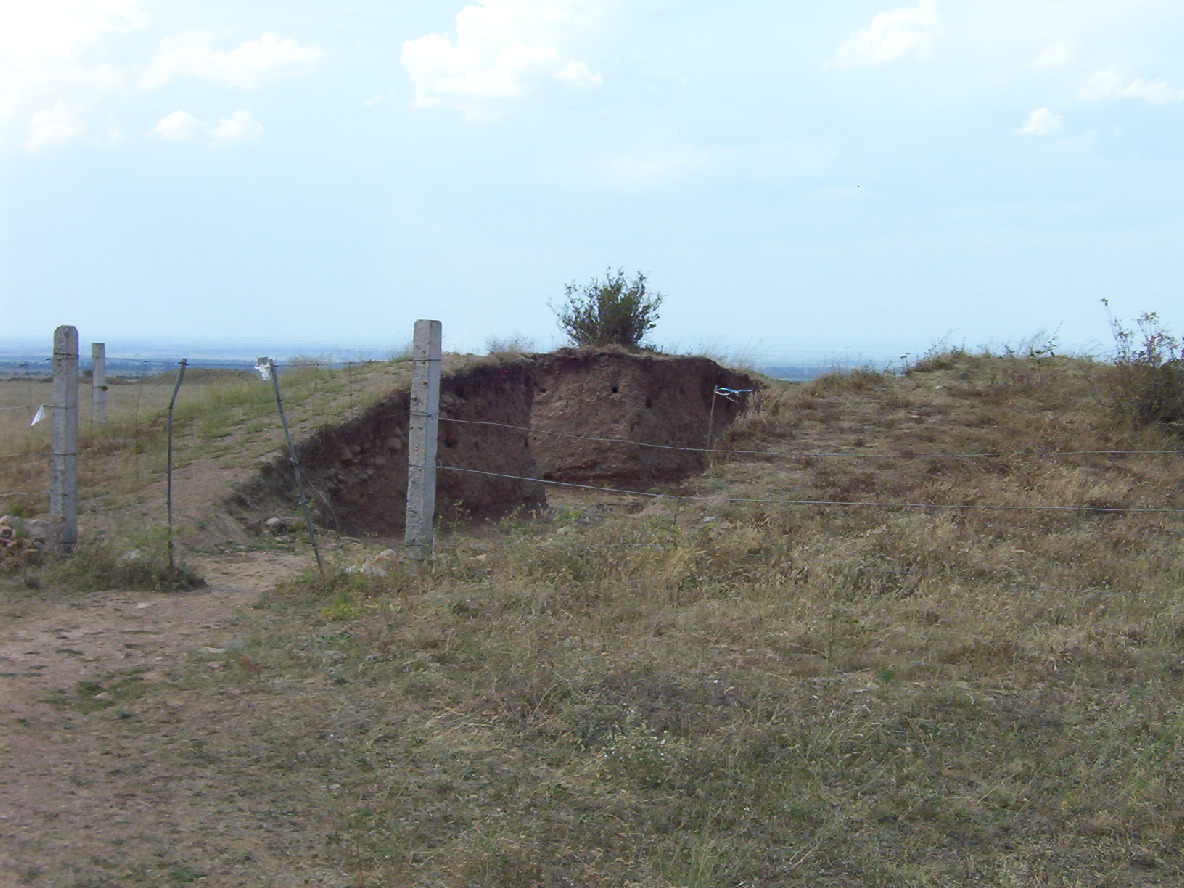
Uno dei kurgan a Issyk

La sepoltura, che risale al III o IV secolo a.C., ha un'altezza di sei metri e una circonferenza di sessanta e venne scoperta nel 1969, i reperti sono in mostra ad Astana.

## L'"uomo dorato"
Il tumulo, che è situato in quella che era ai tempi la Scizia orientale, a nord della Sogdiana, conteneva uno scheletro di sesso incerto, con tutta probabilità un principe (o una principessa) saka scita di circa diciotto anni, chiamato a seconda dei casi "uomo dorato" o "principessa dorata". Il corpo era sepolto con un equipaggiamento da guerriero e un ricco corredo funebre, inclusi 4.000 ornamenti d'oro.
L'archeologa Jeannine Davis Kimball, in base ai reperti ritrovati in altre tombe, ha ipotizzato trattarsi di una sciamana guerriera.

## L'iscrizione

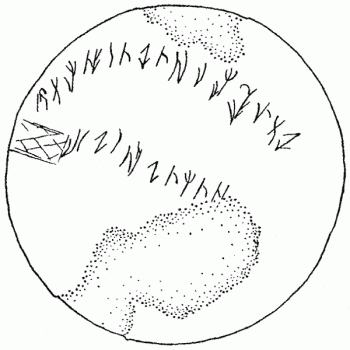
Disegno dell'iscrizione Issyk

Il kurgan comprende anche un'iscrizione fatta usando la variante della scrittura kharoshthi, si tratta probabilmente di un dialetto scita, circostanza che rende tale reperto una delle rare tracce epigrafiche di quel linguaggio.

## Tesori d'oro nel kurgan

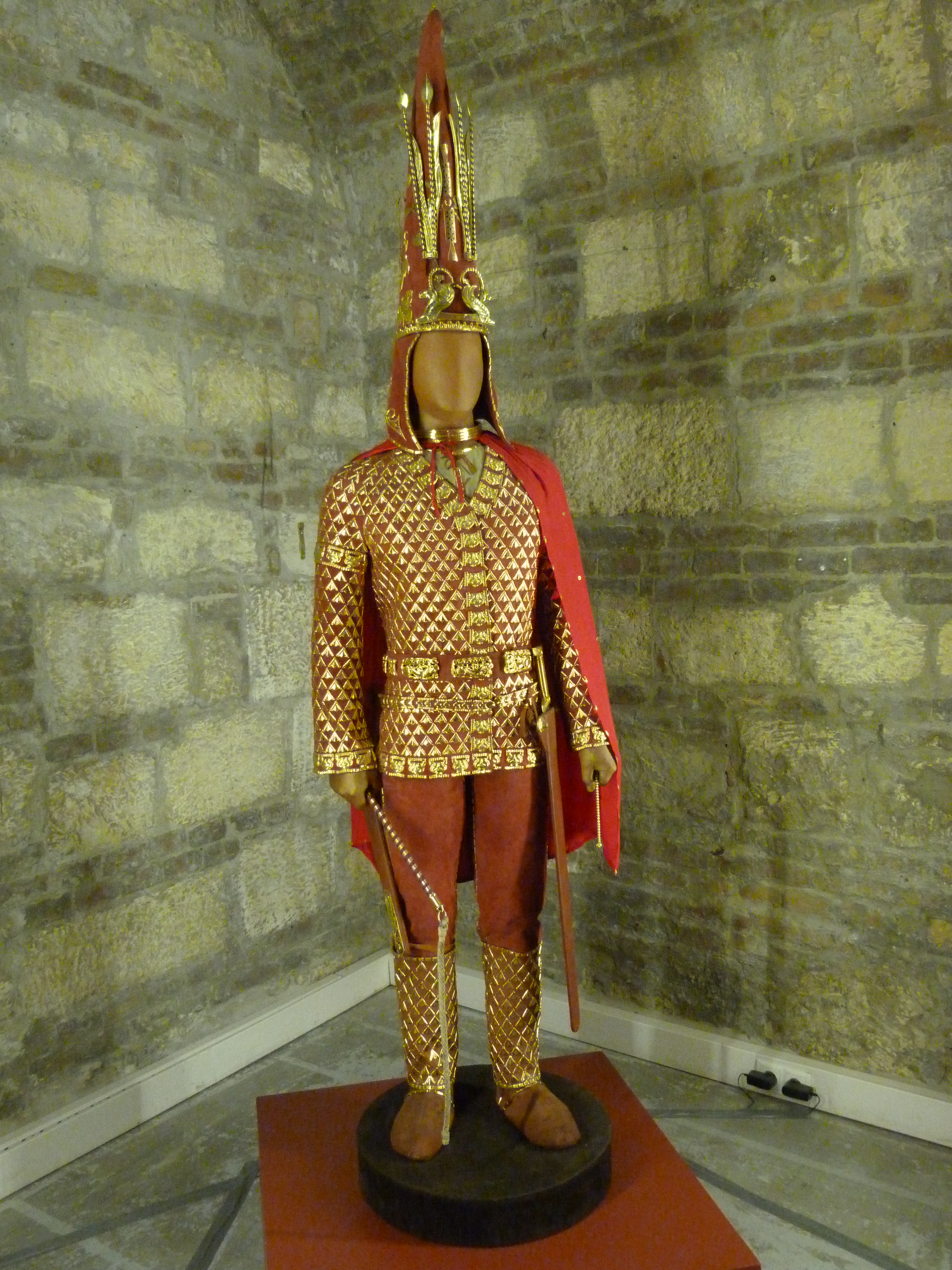
"Uomo dorato"
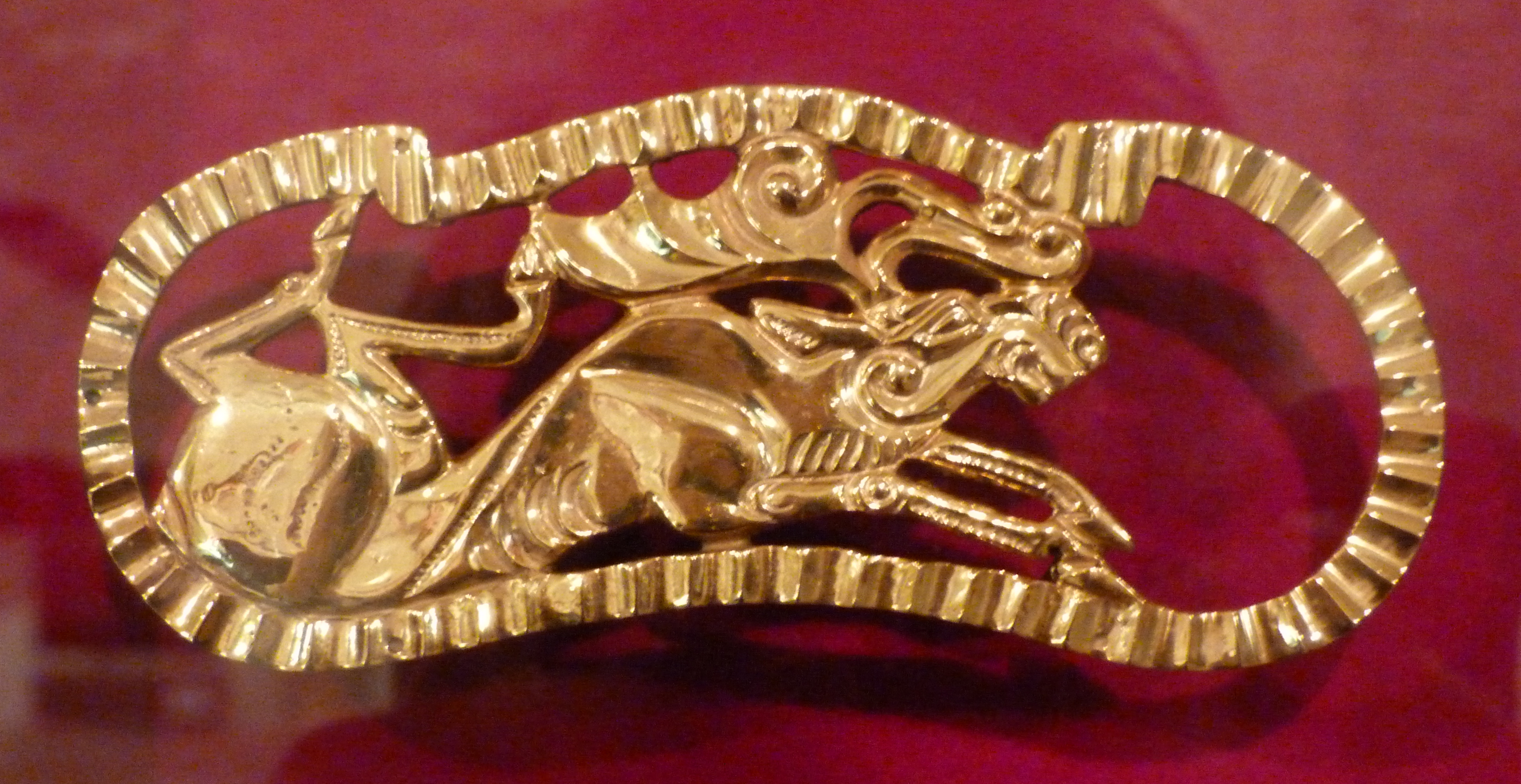
Alce, tumulo Issyk (V–IV secolo a.C.)
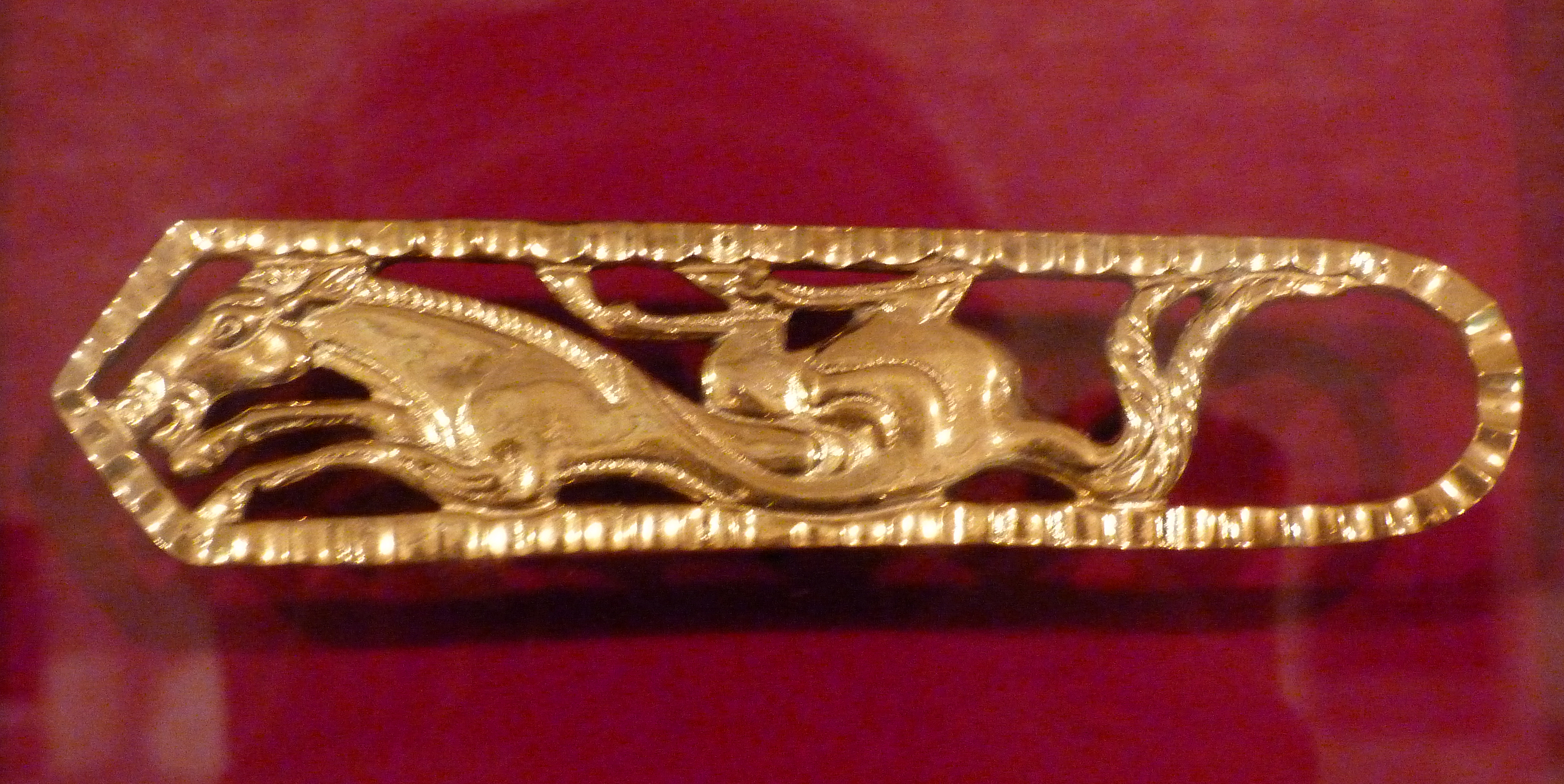
Cavallo, tumulo Issyk (V–IV secolo a.C.)
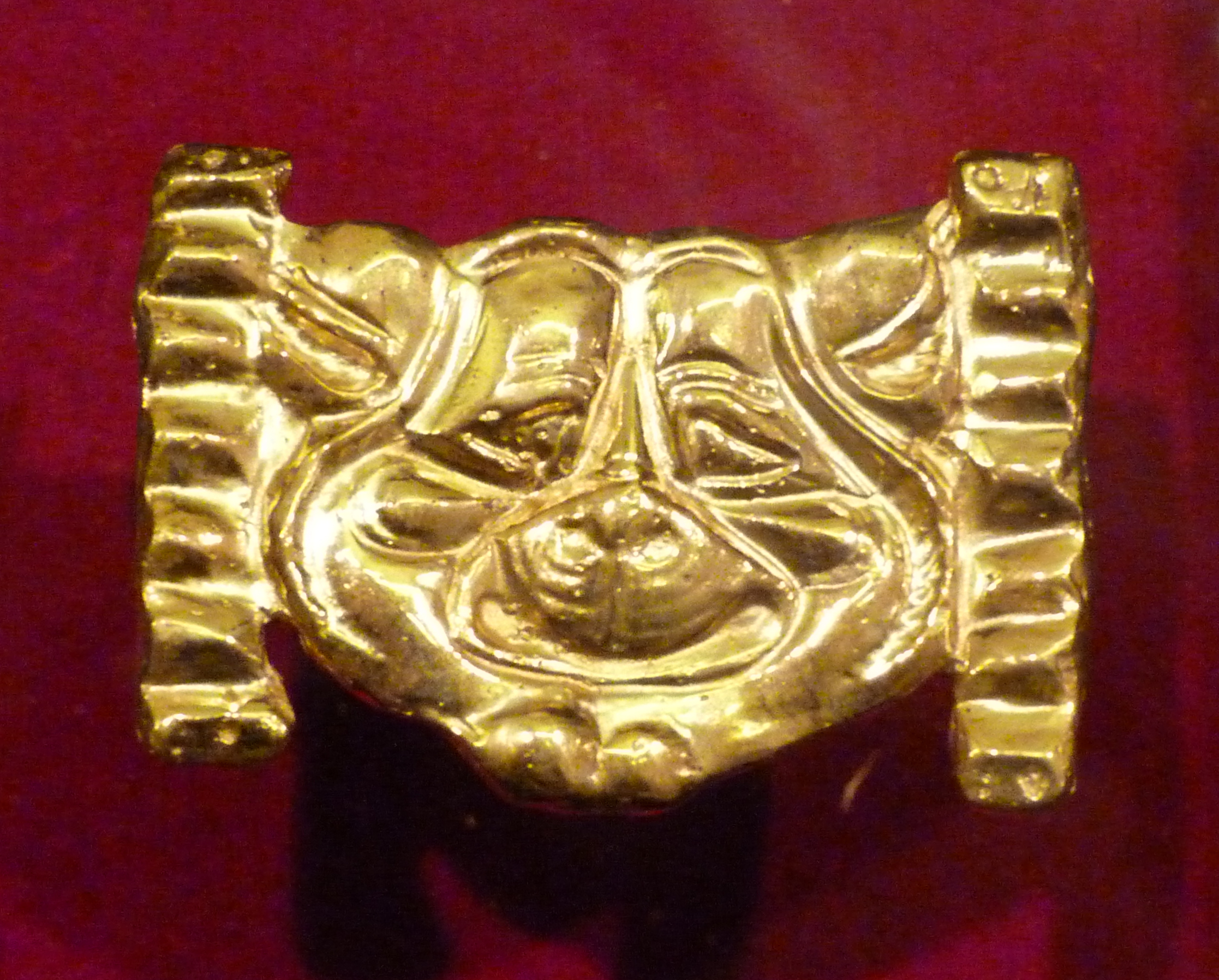
Testa di tigre, tumulo Issyk (V-IV secolo a.C.)
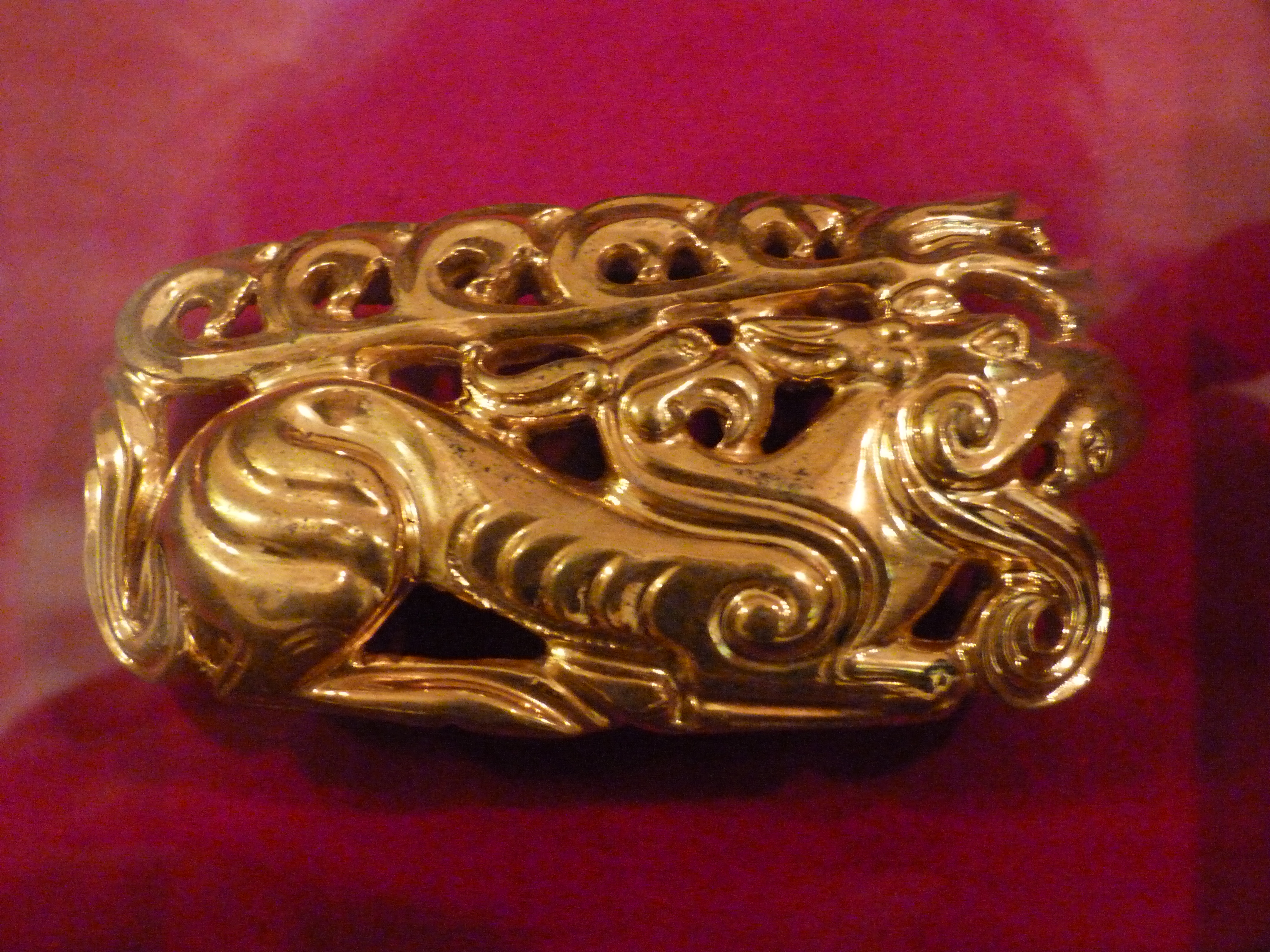
Alce volante con grifone, tumulo Issyk (V-IV secolo a.C.)